# Michel Galabru
Michel Louis Edmond Galabru (Safí, 27 de octubre de 1922-París, 4 de enero de 2016) fue un actor francés.

## Biografía
Galabru era hijo de Yvonne Payré y Paul Galabru (1892-1988), un ingeniero civil de la Escuela nacional de puentes y calzadas (ENPC). Gran parte de su infancia la pasó en Le Bousquet-d'Orb, departamento de Hérault. Tenía dos hermanos.
Galabru se formó en el Conservatorio nacional de arte dramático de París. En 1950 debutó en la prestigiosa Comédie-Française, donde interpretó a Shakespeare, Molière, Marivaux, Feydeau, Courteline, Jules Romains, entre otros.
Apareció en más de 200 películas y series de televisión. Trabajó con directores como Bertrand Blier, Costa-Gavras, Luc Besson y Jean-Luc Godard. También era conocido por sus colaboraciones con Louis de Funès en El gendarme de Saint-Tropez, Le gendarme se marie, Le Gendarme et Les Extra-Terrestres, Le Gendarme en balade, Le Gendarme à New York, Le Gendarme et les Gendarmettes, Le Petit Baigneur y Nous irons à Deauville.
En 1977, ganó el Premio César al mejor actor por su papel en la película El juez y el asesino.

## Filmografía seleccionada
- El rififi y las mujeres (1959)
- La Fayette (1961)
- La guerra de los botones (1962)
- Nous irons à Deauville (1962)
- El gendarme de Saint-Tropez (1964)
- El gendarme en Nueva York (1965)
- Angélique et le Roy (1966)
- Brigada antigangs (1966)
- Sálvese quien pueda (1968)
- El gendarme se casa (1968)
- Seis gendarmes en fuga (1970)
- Jo, un cadáver revoltoso (1971)
- La dernière bourrée à Paris (1973)
- Un linceul n'a pas de poches (1974)
- Sección especial (1975)
- El juez y el asesino (1976)
- Gruppenbild mit Dame (1977)
- La casa de los desmadres (1977)
- Vicios pequeños (1978)
- El gendarme y los extraterrestres (1979)
- El rey del timo (1980)
- Vicios pequeños 2 (1980)
- El avaro (1980)
- Los cateados (1980)
- Yo soy fotogénico (1980)
- Le bahut va craquer (1981)
- El loco, loco mundo del gendarme (1982)
- Verano asesino (1983)
- 'Papy' en la resistencia (1983)
- Notre histoire (1984)
- Le téléphone sonne toujours deux fois (1985)
- Subway (1985)
- La jaula de las locas (Ellas se casan) (1985)
- Tranches de vie (1985)
- Kamikaze (1986)
- Soigne ta droite (1987)
- Historia de una revolución (1989)
- Uranus (1990)
- Belle Époque (1992)
- Mi hombre (1996)
- Que la lumière soit (1998)
- Astérix y Obélix contra César (1999)
- Los actores (2000)
- La profecía de las ranas (2003)
- El tiovivo mágico (2005)
- Bienvenidos al norte (2008)
- Neuilly sa mère! (2009)
- El pequeño Nicolás (2009)
- Mumu (2010)
- Un poison violent (2010)